# Saddina
Saddina (franska: Saddina (CR), Saddina (Commune Rurale), arabiska: بني سعيد) är en kommun i Marocko.   Den ligger i provinsen Tétouan och regionen Tanger-Tétouan-Al Hoceïma, i den norra delen av landet, 220 km nordost om huvudstaden Rabat. Antalet invånare är 6 655.